# Abbaye d'Inch
L’abbaye d'Inch (en irlandais : Irisch Mainistir na hInse, Inis Cumhscraigh) est une ancienne abbaye bénédictine puis cistercienne située à Downpatrick, en Irlande du Nord. Fondée à une date inconnue antérieure à l'an 800, l'abbaye s'appelle alors Inis-Cumhscraigh ; elle est ravagée par les troupes de Sigtryggr Silkiskegg en 1001, qui fait captifs de nombreux moines, puis en 1149 par les Irlandais.
En 1187, elle est intégrée dans l'ordre cisterciens et placée dans la filiation de Furness ; les moines cisterciens reconstruisent complètement l'édifice ; toutefois Inch reste durant trois siècles et demi un établissement très modeste. En 1541, elle est fermée par la dissolution des monastères et tombe rapidement en ruines.
C'est à partir de 1914 que des fouilles et des restaurations sont menées afin de préserver les ruines de la destruction complète.

## Localisation et toponymie
L'abbaye d'Inch est située sur la rive gauche de la Quoile (en), juste en face de la ville de Downpatrick.

## Histoire

### Fondation bénédictine
Avant l'an 800, l'abbaye existe déjà, sous le nom d'Erynagh ou de Carrig. Très peu de données sont disponibles sur ce monastère pré-Normand. Les seules certitudes concernent les attaques qu'elle subit. La première a lieu en 1001 et est le fait de Sigtryggr Silkiskegg, qui capture lors de ce raid de nombreux captifs. La seconde a lieu en 1149 et est menée par les Irlandais. Les deux attaques laissent entendre qu'en plus des potentiels prisonniers l'abbaye était dotée de suffisamment de richesses pour intéresser des assaillants. À la suite de l'attaque de 1149, l'abbaye est complètement abandonnée en 1153,.

### Refondation cistercienne
John de Courcy, après l'invasion de l'Irlande, décide de refonder le monastère qu'il a brûlé en 1180. En parallèle, sa femme Affreca de Courcy (en) fonde l'abbaye de Grey, également cistercienne. John de Courcy fait appel aux cisterciens de Furness, dans le Lancashire, afin qu'ils créent la nouvelle communauté. Il souhaite en effet valoriser cette fondation et en faire une abbaye importante ; il est fort possible que cette construction lui ait été en partie imposée par les autorités ecclésiastiques en punition pour la destruction de la précédente abbaye.

### Moyen Âge
L'abbaye d'Inch reste marquée durant toute son existence par ce geste fondateur politique, et s'affirme comme un centre de l'influence anglaise en Irlande ; la communauté se distingue en particulier par son refus d'accueillir en son sein des moines non-Anglais, et plus particulièrement des Irlandais. En 1318, les frères sont accusés de chasser de l'abbaye les Irlandais à main armée.
Vers 1200, la construction du nouveau monastère commence, dans le style gothique que les cisterciens contribuent à propager, et qu'ils réalisent grâce aux maçons qu'ils ont amenés avec eux depuis Furness. Le bâtiment résultant diffère considérablement de l'architecture monastique alors en vigueur sur l'île,.

### Déclin et dissolution
Après 1400, l'église initiale se révèle trop importante pour les besoins d'une communauté diminuée ; elle est tronquée et réduite à une chapelle sans nef ni transept ; il est probable que ce réaménagement ait été également rendu nécessaire par l'effondrement de la tour et l'absence de moyens pour reconstruire à l'identique.
En 1541, l'abbaye, probablement parmi les plus pauvres d'Irlande, est très rapidement supprimée dans le cadre de la dissolution des monastères. L'édifice est attribué à Gerald FitzGerald et se dégrade peu à peu.

### Fouilles et sauvegarde
Très dégradé au XIXe siècle et envahi par la végétation, le monastère intéresse les historiens au début du XXe ; à partir de 1914, des premières campagnes de fouilles, d'une part, et de restauration des ruines, d'autre part, sont menées. Toutefois les techniques employées pour restaurer les parties les plus dégradées son modernes, avec en particulier l'emploi de ciment.

## Architecture

### Église abbatiale

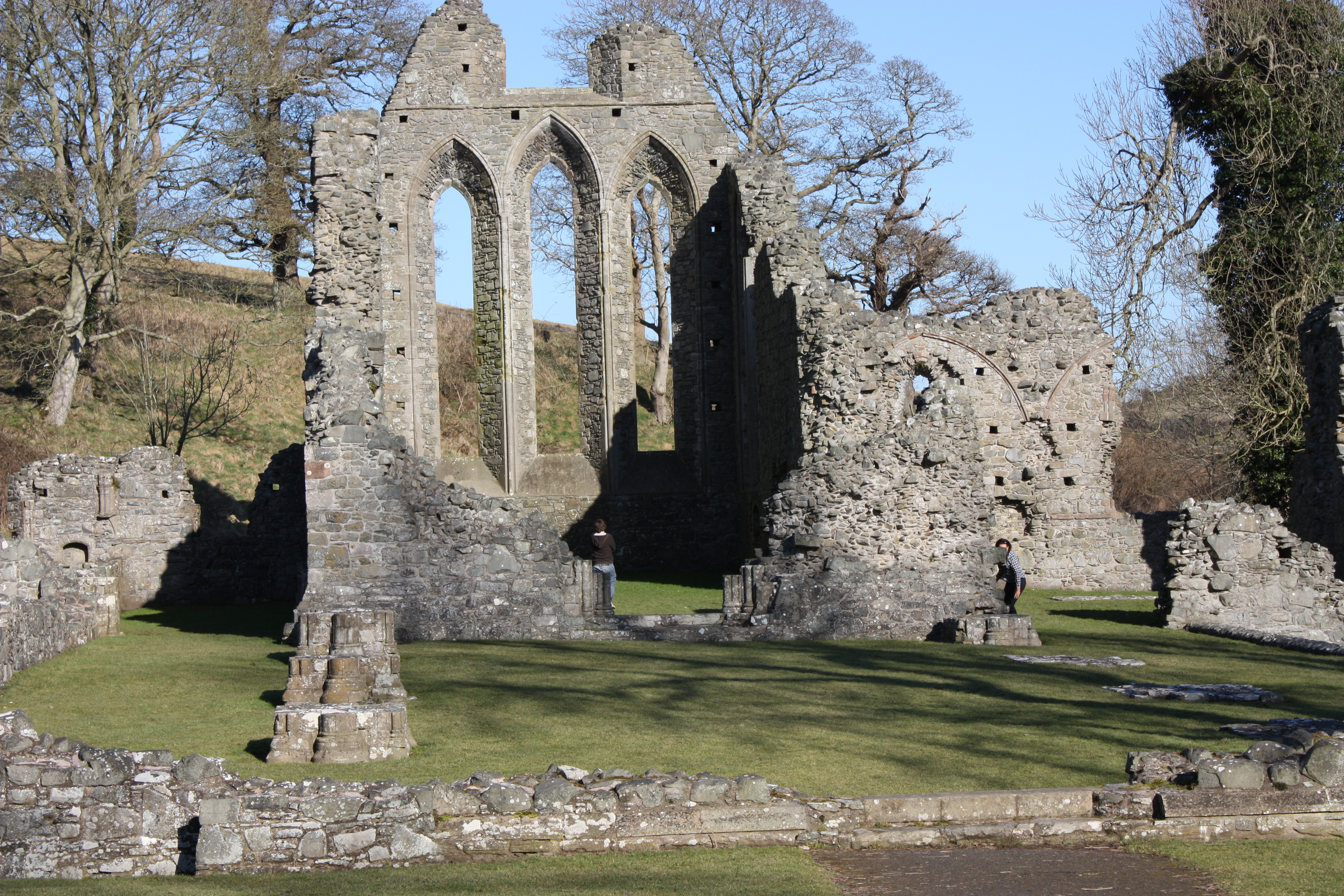
L'église abbatiale vue depuis l'entrée vers le chœur.

L'église initiale est particulièrement majestueuse, avec une longueur de 170 pieds, soit près de cinquante-deux mètres, et des transepts carrés de 27 pieds ou huit mètres de côté.
La restriction progressive de l'église à sa partie orientale durant le Moyen Âge explique que les ruines actuelles sont beaucoup mieux conservées à l'est, du côté du chœur. Le chevet est encore en grande partie préservé, avec ses trois lancettes dont la plus grande, au centre, mesure 23 pieds de hauteur, soit sept mètres. À l'inverse, de la partie occidentale ne subsistent que les bases des piliers, et les fondations de la façade et du pourtour,. Le clocher était initialement placé au-dessus du transept méridional, avant son effondrement. Une arche qui pourrait l'avoir soutenu est conservée.

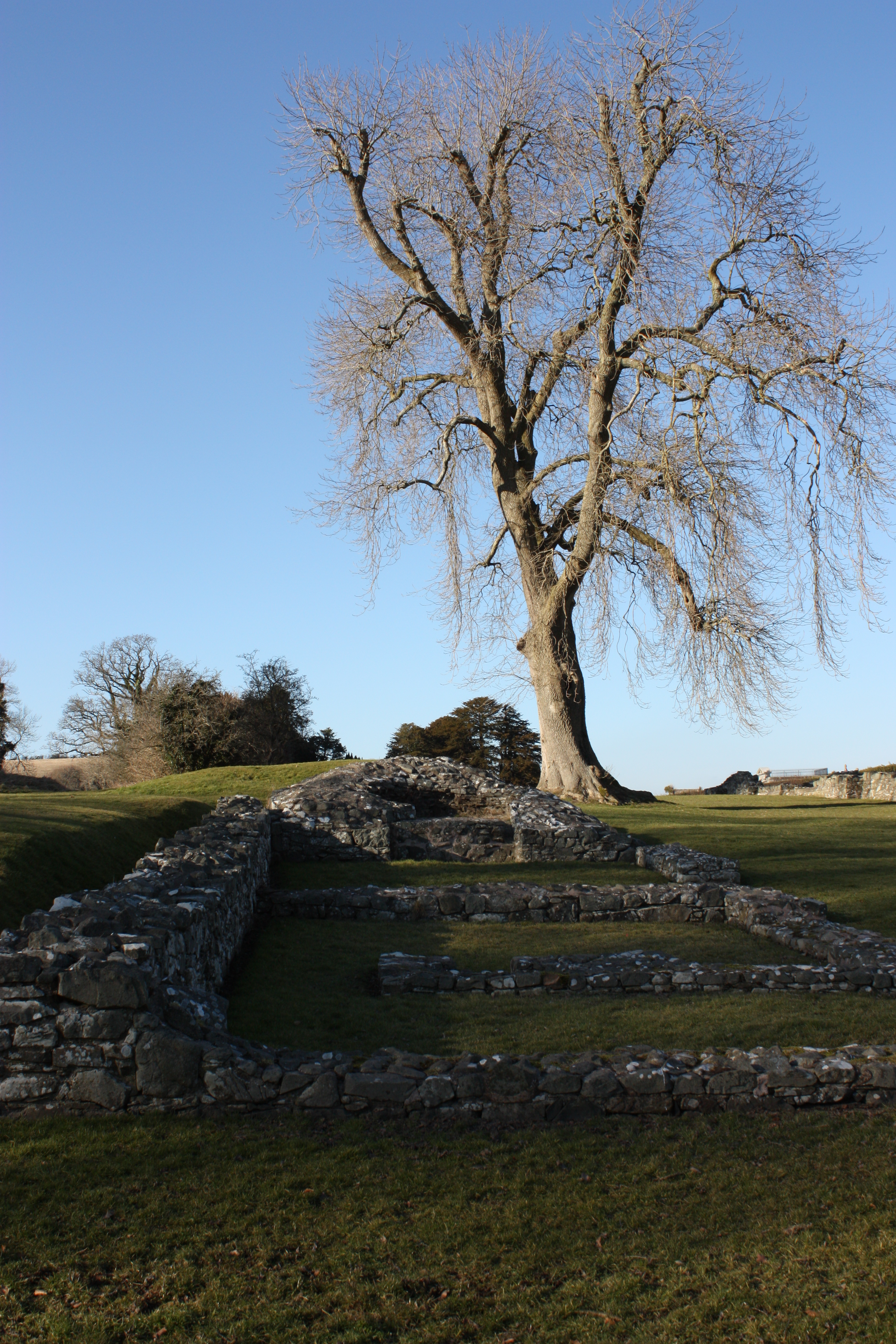
Restes des bâtiments conventuels encore visibles.

L'abbatiale représente le plus ancien témoignage d'architecture gothique en Irlande.

### Bâtiments monastiques
Les autres restes de l'abbaye sont extrêmement modestes. Les éléments identifiés sont la cuisine, le four à pain, l'hôtellerie, l'infirmerie et un puits. Les bâtiments monastiques, suivant le traditionnel plan cistercien, étaient situées sur le flanc méridional de l'église, avec l'aile des moines à l'est et celle des convers à l'ouest, l'aile sud étant réservée aux communs, en particulier cuisine et réfectoire.

## L'abbaye dans la culture
L'abbaye d'Inch est utilisée comme lieu de tournage pour la Saison 1 de Game of Thrones : elle est censée y représenter le camp de Robb Stark au moment où il est proclamé roi du Nord.